# Илюстрация
Илюстрация е изображение, което придружава и обяснява даден текст. Илюстрацията може и да допълва текста. Изображенията могат да бъдат рисунки, фотографии, заснети картини, графики и т.н. Също така илюстрацията е и езиково средство на илюстративно, образно обясняване на нещо. Следователно може да се каже, че илюстрацията като цяло е най-често художествено (рисунка, фотография и под.) или друго (словесно, жестово и пр.) пояснение на идея, ситуация, явление, сцена, епизод и т.н.
Думата идва от латинското lustrum, „блясък“, „сияние“, което на свой ред идва от lux, „светлина“ – тоест елемент, който хвърля светлина върху останалите, обяснява ги.
Илюстрациите са особено типични за детските книжки, учебниците, ученическите издания на литература, също придружаващите изображения са чести в някои типове научна литература. Илюстрации има в дипляните с информация, където придружават и допълват текста, във виртуалните текстове, във вестниците – най-често статиите във вестниците са „илюстрирани“ или придружени от снимков материал.

## Техническа илюстрация
Техническата илюстрация е употребата на илюстрацията, за да се комуникира визуално информация от технически вид, това може да са технически рисунки или диаграми, както и различни статистически графики за визуализиране на количествени статистически данни.